# Kasparas Jakučionis
Kasparas Jakučionis (Vilnius, Lituania, 29 de mayo de 2006) es un jugador de baloncesto lituano que pertenece a la plantilla de los Miami Heat de la NBA. Con 1,98 metros de estatura juega en la posición de base

## Carrera deportiva

### Primeros años
Es un base formado en las categorías inferiores del Perlas Vilnius. En verano de 2021, Jakučionis con apenas 15 años llegó a Barcelona,, para jugar con el Cadete A, a la vez que estudiaría Bachillerato Tecnológico.
En la temporada 2022-23, alternaría el equipo junior de primer año con el  FC Barcelona B de Liga EBA. Con el junior sería el MVP de la fase previa de la Euroliga U18 disputada en Zadar. El Barça entrenador por Roger Grimau se proclamó campeón de este torneo gracias, entre otros, a la gran actuación de Jakučionis con 19,2 puntos, 7 rebotes y 4.2 asistencias de media para una valoración de 25 por partido. Sus números con el equipo de liga EBA serían de 8,6 puntos en un promedio de 20 minutos por partido.
El 14 de abril de 2023, hace su debut en Liga Endesa con el FC Barcelona en una victoria por 55 a 70 frente al Covirán Granada, en los que el lituano participó en 30 segundos anotando 3 puntos. Además, se convirtió en el tercer debutante más joven del Barça en la Liga ACB.

### Universidad
El 29 de mayo de 2024 firmó con los Fighting Illini de la Universidad de Illinois en Urbana-Champaign. Hizo su debut en noviembre de 2024, anotando 11 puntos en una victoria contra Eastern Illinois. Jugó una temporada, en la que promedió 15,0 puntos, 5,7 rebotes y 4,7 asistencias por partido.

#### Estadísticas
| Año     | Equipo   | PJ | PT | MPP  | %TC  | %3P  | %TL  | RPP | APP | ROB | TPP | PPP  |
| ------- | -------- | -- | -- | ---- | ---- | ---- | ---- | --- | --- | --- | --- | ---- |
| 2024–25 | Illinois | 33 | 33 | 31.8 | .440 | .318 | .845 | 5.7 | 4.7 | 0.9 | 0.3 | 15.0 |

### Profesional
El 25 de junio de 2025 fue elegido en la vigésima posición del Draft de la NBA por los Miami Heat.